# Madroñera
Madroñera – gmina w Hiszpanii, w prowincji Cáceres, w Estramadurze, o powierzchni 132,91 km². W 2011 roku gmina liczyła 2901 mieszkańców.